# 417
| [ Edytuj tabelę ] |                                       |
| Cesarz Bizancjum  | - 408 Teodozjusz II 450               |
| Władca Guptów     | - 414 Kumaragupta 455                 |
| Władca Korei      | - 413 Changsu 491                     |
| Papież            | - 401 Innocenty I 417 - 417 Zozym 418 |
| Król Persji       | - 399 Jezdegerd I 420                 |
| Cesarz Rzymu      | - 395 Flawiusz Honoriusz 423          |
| Król Wandalów     | - 406 Gunderyk 428                    |
| Król Wizygotów    | - 415 Walia 419                       |

Rok 417 / CDXVII
stulecia: IV wiek ~
V wiek ~
VI wiek

lata: 407 «
412 «
413 «
414 «
415 «
416 «
417
» 418
» 419
» 420
» 421
» 422
» 427

## Wydarzenia
Cesarstwo Rzymskie
- 18 marca – Zozym został papieżem.
- Wizygoci stali się foederati Rzymu i osiedlili się w Akwitanii.
- Paweł Orozjusz napisał Historię przeciwko poganom.

## Zmarli
- 12 marca – Innocenty I, papież
- 15 lipca – Paisjusz Wielki, mnich chrześcijański